# El campeón (película de 1931)
 El campeón  (título original:  The Champ) es una película estadounidense de 1931 protagonizada por Wallace Beery y Jackie Cooper, dirigida por King Vidor a partir de un guion de Frances Marion, Leonard Praskins y Wanda Tuchock. Se basa en la historia de un boxeador alcohólico acabado (Beery) que intenta recomponer su vida por el bien de su hijo pequeño (Cooper).
Beery ganó el Premio Oscar al Mejor Actor por su actuación (compartiendo el premio con Fredric March por El hombre y el monstruo), Frances Marion ganó el Premio Oscar al Mejor Guion y la película fue nominada a la Mejor Película. y Mejor Director. En febrero de 2020, la película se proyectó en el 70.º Festival Internacional de Cine de Berlín, como parte de una retrospectiva dedicada a la carrera de King Vidor.

## Sinopsis
Andy "Champ" Purcell (Wallace Beery) es el ex campeón mundial de peso pesado, ahora con mala suerte y viviendo en condiciones miserables con su hijo "Dink" de ocho años en Tijuana, México. Champ intenta entrenar y convencer a los promotores para que organicen una pelea por él, pero sus esfuerzos se ven obstaculizados constantemente por su alcoholismo. Dink está repetidamente decepcionado y decepcionado por las acciones irresponsables de su padre y las frecuentes promesas incumplidas de dejar de beber, pero su total devoción por su padre, sin embargo, nunca flaquea.
Además de su problema con la bebida, Champ también es un jugador compulsivo, otro vicio que repetidamente le promete a Dink que entregará (pero nunca lo hace). Después de una racha ganadora, cumple una promesa anterior de comprarle un caballo a Dink, a quien posteriormente se llama "Little Champ" y deciden participar en una carrera. En la pista, Dink se encuentra con una mujer que, sin que ninguno de los dos lo sepa, es en realidad su madre, Linda. Ahora se ha vuelto a casar con Tony, un hombre rico que es dueño de uno de los otros caballos de la carrera.

## Reparto
- Wallace Beery como Andy "Champ" Purcell
- Jackie Cooper como Dink Purcell
- Irene Rich como Linda Purcell
- Roscoe Ates como Sponge
- Edward Brophy como Tim
- Hale Hamilton como Tony
- Jesse Scott como Jonah
- Marcia Mae Jones como Mary Lou

## Recepción
La película fue un gran éxito tras su lanzamiento. Según los registros de MGM, la película ganó $917.000 en Estados Unidos y $683.000 en el extranjero.

## Otras versiones en el cine
La película fue rehecha en 1952 como The Clown, protagonizada por Red Skelton como un payaso fracasado en lugar de un boxeador fracasado. Fue rehecho nuevamente en 1979 por Franco Zeffirelli y protagonizada por John Voight y Faye Dunaway.